# Superficie capilar
En mecánica de fluidos y matemáticas, una superficie capilar es una superficie que representa la interfaz entre dos fluidos diferentes. Como consecuencia de ser una superficie, una superficie capilar no tiene espesor, lo que contrasta ligeramente con la mayoría de las interfaces fluidas reales.
Las superficies capilares son de interés en matemáticas porque los problemas que plantean son muy no lineales y tienen propiedades interesantes, como la dependencia discontinua de los datos de los límites en puntos aislados.  En particular, las superficies capilares estáticas sin gravedad tienen una curvatura media constante, por lo que una superficie mínima es un caso especial de superficie capilar estática.
También son de interés práctico para la gestión de fluidos en el espacio (u otros entornos libres de fuerzas corporales), donde tanto el flujo como la configuración estática suelen estar dominados por efectos capilares.

## La ecuación del equilibrio de tensiones
La ecuación que define una superficie capilar se denomina ecuación del equilibrio de tensiones, que se puede derivar considerando las fuerzas y tensiones que actúan sobre un pequeño volumen que está parcialmente delimitado por una superficie capilar. Para un fluido que se encuentra con otro fluido (el «otro» fluido se indica con barras) en una superficie {\displaystyle S}, la ecuación es
{\displaystyle {\begin{aligned}&(\sigma _{ij}-{\bar {\sigma }}_{ij})\mathbf {\hat {n}} =-\gamma \mathbf {\hat {n}} (\nabla _{\!S}\cdot \mathbf {\hat {n}} )+\nabla _{\!S}\gamma \\&\qquad \nabla _{\!S}\gamma =\nabla \gamma -\mathbf {\hat {n}} (\mathbf {\hat {n}} \cdot \nabla \gamma )\end{aligned}}}
donde {\displaystyle \scriptstyle \mathbf {\hat {n}} } es la unidad normal que apunta hacia el «otro» fluido (aquél cuyas cantidades se anotan con barras), {\displaystyle \scriptstyle \sigma _{ij}} es el tensor de tensión (nótese que a la izquierda hay un producto tensorial-vector), {\displaystyle \scriptstyle \gamma } es la tensión superficial asociada a la interfaz, y {\displaystyle \scriptstyle \nabla _{S}} es el gradiente superficial. Nótese que la cantidad {\displaystyle \scriptstyle -\nabla _{\!S}\cdot \mathbf {\hat {n}} } es el doble de la curvatura media de la superficie.
En mecánica de fluidos, esta ecuación sirve como condición de contorno para los flujos interfaciales, complementando típicamente las ecuaciones de Navier-Stokes. Describe la discontinuidad en la tensión que se equilibra con las fuerzas en la superficie. Como condición límite, es algo inusual, ya que introduce una nueva variable: la superficie {\displaystyle S} que define la interfaz. No es de extrañar, pues, que la ecuación de equilibrio de tensiones normalmente imponga sus propias condiciones límite.
Para un mejor uso, esta ecuación vectorial se convierte normalmente en tres ecuaciones escalares mediante el producto escalar con la normal unitaria y dos tangentes unitarias seleccionadas:
{\displaystyle ((\sigma _{ij}-{\bar {\sigma }}_{ij})\mathbf {\hat {n}} )\cdot \mathbf {\hat {n}} =-\gamma \nabla _{\!S}\cdot \mathbf {\hat {n}} }
{\displaystyle ((\sigma _{ij}-{\bar {\sigma }}_{ij})\mathbf {\hat {n}} )\cdot \mathbf {{\hat {t}}_{1}} =\nabla _{\!S}\gamma \cdot \mathbf {{\hat {t}}_{1}} }
{\displaystyle ((\sigma _{ij}-{\bar {\sigma }}_{ij})\mathbf {\hat {n}} )\cdot \mathbf {{\hat {t}}_{2}} =\nabla _{\!S}\gamma \cdot \mathbf {{\hat {t}}_{2}} }
Obsérvese que los productos sin puntos son productos tensoriales de tensores con vectores (lo que da como resultado vectores similares a un producto matricial-vectorial), mientras que los que tienen puntos son productos escalares. La primera ecuación se denomina «ecuación de tensión normal» o condición de contorno de tensión normal. Las dos últimas ecuaciones se denominan «ecuaciones de tensión tangencial».

### El tensor de tensión
El tensor de tensión está relacionado con la velocidad y la presión. Su forma real dependerá del fluido específico con el que se trabaje; en el caso habitual de un flujo newtoniano incompresible, el tensor de tensión viene dado por
{\displaystyle {\begin{aligned}\sigma _{ij}&=-{\begin{pmatrix}p&0&0\\0&p&0\\0&0&p\end{pmatrix}}+\mu {\begin{pmatrix}2{\frac {\partial u}{\partial x}}&{\frac {\partial u}{\partial y}}+{\frac {\partial v}{\partial x}}&{\frac {\partial u}{\partial z}}+{\frac {\partial w}{\partial x}}\\{\frac {\partial v}{\partial x}}+{\frac {\partial u}{\partial y}}&2{\frac {\partial v}{\partial y}}&{\frac {\partial v}{\partial z}}+{\frac {\partial w}{\partial y}}\\{\frac {\partial w}{\partial x}}+{\frac {\partial u}{\partial z}}&{\frac {\partial w}{\partial y}}+{\frac {\partial v}{\partial z}}&2{\frac {\partial w}{\partial z}}\end{pmatrix}}\\&=-pI+\mu (\nabla \mathbf {v} +(\nabla \mathbf {v} )^{T})\end{aligned}}}
donde {\displaystyle p} es la presión en el fluido, {\displaystyle \scriptstyle \mathbf {v} } es la velocidad y {\displaystyle \mu } es la viscosidad.

## Interfaces estáticas
En ausencia de movimiento, los tensores de tensión solo producen presión hidrostática, de modo que {\displaystyle \scriptstyle \sigma _{ij}=-pI}, independientemente del tipo de fluido o de la compresibilidad. Teniendo en cuenta las ecuaciones normales y tangenciales,
{\displaystyle {\bar {p}}-p=\gamma \nabla \cdot \mathbf {\hat {n}} }
{\displaystyle 0=\nabla \gamma \cdot \mathbf {\hat {t}} }
La primera ecuación establece que las fuerzas de curvatura se equilibran con las fuerzas de presión. La segunda ecuación implica que no puede existir una interfaz estática en presencia de un gradiente de tensión superficial distinto de cero.
Si la gravedad es la única fuerza corporal presente, las ecuaciones de Navier-Stokes se simplifican considerablemente:
{\displaystyle 0=-\nabla p+\rho \mathbf {g} }
Si se eligen coordenadas de modo que la gravedad sea distinta de cero solo en la dirección {\displaystyle z}, esta ecuación se simplifica a una forma particularmente sencilla:
{\displaystyle {\frac {dp}{dz}}=\rho g\quad \Rightarrow \quad p=\rho gz+p_{0}}
donde {\displaystyle p_{0}} es una constante de integración que representa una presión de referencia en {\displaystyle z=0}. Sustituyendo esto en la ecuación de tensión normal se obtiene lo que se conoce como la ecuación de Young-Laplace:
{\displaystyle {\bar {\rho }}gz+{\bar {p}}_{0}-(\rho gz+p_{0})=\gamma \nabla \cdot \mathbf {\hat {n}} \quad \Rightarrow \quad \Delta \rho gz+\Delta p=\gamma \nabla \cdot \mathbf {\hat {n}} }
donde {\displaystyle \Delta p} es la diferencia de presión (constante) a través de la interfaz, y {\displaystyle \Delta \rho } es la diferencia de densidad. Tenga en cuenta que, dado que esta ecuación define una superficie, {\displaystyle z} es la coordenada {\displaystyle z} de la superficie capilar. Esta ecuación diferencial parcial no lineal, cuando se le proporcionan las condiciones de contorno adecuadas, definirá la interfaz estática.
La diferencia de presión anterior es una constante, pero su valor cambiará si se desplaza la coordenada {\displaystyle z}. La solución lineal a la presión implica que, «a menos que no haya término de gravedad», siempre es posible definir la coordenada {\displaystyle z} de modo que {\displaystyle \Delta p=0}. Nondimensionalizada, la ecuación de Young-Laplace se estudia normalmente en la forma 
{\displaystyle \kappa z+\lambda =\nabla \cdot \mathbf {\hat {n}} }
donde (si la gravedad es en la dirección negativa {\displaystyle z}) {\displaystyle \kappa } es positivo si el fluido más denso está «dentro» de la interfaz, negativo si está «fuera» y cero si no hay gravedad o si no hay diferencia de densidad entre los fluidos.
Esta ecuación no lineal tiene algunas propiedades interesantes, especialmente en términos de existencia de soluciones únicas. Por ejemplo, la inexistencia de soluciones a algunos problemas de valor límite implica que, físicamente, el problema no puede ser estático. Si existe una solución, normalmente existirá para valores muy específicos de {\displaystyle \lambda }, que es representativo del salto de presión a través de la interfaz. Esto es interesante porque no hay otra ecuación física para determinar la diferencia de presión. En un tubo capilar, por ejemplo, la implementación de la condición de contorno del ángulo de contacto dará una solución única para un valor exacto de {\displaystyle \lambda }. Las soluciones no suelen ser únicas, lo que implica que hay múltiples interfaces estáticas posibles; aunque todas pueden resolver el mismo problema de valor límite, la minimización de la energía normalmente favorecerá a una. Las diferentes soluciones se denominan «configuraciones» de la interfaz.

### Consideraciones energéticas
Una propiedad profunda de las superficies capilares es la energía superficial que les confiere la tensión superficial:
{\displaystyle E_{S}=\gamma _{S}A_{S}\,}
donde {\displaystyle A} es el área de la superficie considerada y la energía total es la suma de todas las energías. Tenga en cuenta que «todas» las interfaces transmiten energía. Por ejemplo, si hay dos fluidos diferentes (por ejemplo, líquido y gas) dentro de un recipiente sólido sin gravedad ni otros potenciales energéticos, la energía del sistema es
{\displaystyle E=\sum \gamma _{S}A_{S}=\gamma _{LG}A_{LG}+\gamma _{SG}A_{SG}+\gamma _{SL}A_{SL}\,}
donde los subíndices {\displaystyle LG}, {\displaystyle SG} y {\displaystyle SL} indican respectivamente las interfaces líquido-gas, sólido-gas y sólido-líquido. Tenga en cuenta que la inclusión de la gravedad requeriría tener en cuenta el volumen encerrado por la superficie capilar y las paredes sólidas.

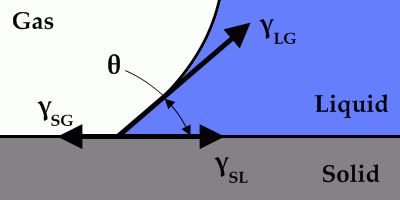
Ilustración de las fuerzas distribuidas en la línea de contacto, con la línea de contacto perpendicular a la imagen. La parte vertical de se equilibra con una ligera deformación del sólido (no se muestra y no es relevante en este contexto).

Normalmente, se desconocen los valores de tensión superficial entre las interfaces sólido-gas y sólido-líquido. Esto no supone ningún problema, ya que solo nos interesan los cambios de energía. Si el área sólida neta {\displaystyle A_{SG}+A_{SL}} es constante y se conoce el ángulo de contacto, se puede demostrar que (de nuevo, para dos fluidos diferentes en un recipiente sólido)
{\displaystyle E=\gamma _{SL}(A_{SL}+A_{SG})+\gamma _{LG}A_{LG}+\gamma _{LG}A_{SG}\cos(\theta )\,}
de modo que
{\displaystyle {\frac {\Delta E}{\gamma _{LG}}}=\Delta A_{LG}+\Delta A_{SG}\cos(\theta )=\Delta A_{LG}-\Delta A_{SL}\cos(\theta )\,}
donde {\displaystyle \theta } es el ángulo de contacto y la delta mayúscula indica el cambio de una configuración a otra. Para obtener este resultado, es necesario sumar las fuerzas (distribuidas) en la línea de contacto (donde se encuentran el sólido, el gas y el líquido) en una dirección tangencial a la interfaz sólida y perpendicular a la línea de contacto:
{\displaystyle {\begin{aligned}0&=\sum F_{\mathrm {Contact\ line} }\\&=\gamma _{LG}\cos(\theta )+\gamma _{SL}-\gamma _{SG}\end{aligned}}}
donde la suma es cero debido al estado estático. Cuando las soluciones a la ecuación de Young-Laplace no son únicas, la solución más favorable desde el punto de vista físico es la de mínima energía, aunque los experimentos (especialmente en condiciones de baja gravedad) muestran que las superficies metaestables pueden ser sorprendentemente persistentes y que la configuración más estable puede volverse metaestable a través de sacudidas mecánicas sin demasiada dificultad. Por otro lado, una superficie metaestable puede a veces alcanzar espontáneamente una energía más baja sin ningún aporte (al menos en apariencia) si se le da suficiente tiempo.

## Condiciones de contorno
Las condiciones de contorno para el equilibrio de tensiones describen la superficie capilar en la «línea de contacto»: la línea donde un sólido entra en contacto con la interfaz capilar; además, las restricciones de volumen pueden servir como condiciones de contorno (una gota suspendida, por ejemplo, no tiene línea de contacto, pero claramente debe admitir una solución única).
Para superficies estáticas, la condición límite de línea de contacto más común es la implementación del ángulo de contacto, que especifica el ángulo en el que uno de los fluidos se encuentra con la pared sólida. La condición del ángulo de contacto en la superficie {\displaystyle S} se escribe normalmente como:
{\displaystyle \mathbf {\hat {n}} \cdot \mathbf {\hat {v}} =\cos(\theta )\,}
donde {\displaystyle \theta } es el ángulo de contacto. Esta condición se impone en el límite (o límites) {\displaystyle \scriptstyle \partial S} de la superficie. {\displaystyle \scriptstyle {\hat {v}}} es la normal unitaria hacia el exterior de la superficie sólida, y {\displaystyle \scriptstyle {\hat {n}}} es una normal unitaria a {\displaystyle S}. La elección de {\displaystyle \scriptstyle {\hat {n}}} depende del fluido para el que se especifica el ángulo de contacto.
Para interfaces dinámicas, la condición de contorno mostrada anteriormente funciona bien si la velocidad de la línea de contacto es baja. Si la velocidad es alta, el ángulo de contacto cambiará («ángulo de contacto dinámico») y, a fecha de 2007, se desconoce la mecánica de la línea de contacto en movimiento (o incluso la validez del ángulo de contacto como parámetro), por lo que se trata de un área de investigación activa. 